# Francisco Javier Uría
Francisco Javier Álvarez Uría (født 1. februar 1950 i Gijón, Spanien) er en tidligere spansk fodboldspiller (venstre back).
Urías karriere strakte sig fra 1968 til 1984. Han var på klubplan tilknyttet Real Oviedo, Real Madrid og Sporting Gijón. Med Real Madrid var han med til at vinde det spanske mesterskab i både 1975 og 1976, og pokalturneringen Copa del Rey i 1976.
Uría spillede desuden 14 kampe for det spanske landshold. Han var en del af det spanske hold til både VM i 1978 i Argentina og EM i 1980 i Italien.

## Titler
La Liga
- 1975 og 1976 med Real Madrid

Copa del Rey
- 1975 med Real Madrid